# 1. slovenská fotbalová liga
Niké liga je nejvyšší fotbalová soutěž na Slovensku. V nedávné historii několikrát změnila název, vždy dle názvu hlavního sponzora: od ročníku 1997/98 do 2001/02 (včetně) nesla název Mars superliga, od 2003/04 Corgoň liga (podle značky slovenského piva Corgoň), od 1. července 2014 Fortuna liga (podle sázkové kanceláře Fortuna) a od 1. července 2023 nese současný název (podle sázkové kanceláře Niké).

## Formát

### Základní a nadstavbová část
Hraje se každý rok od léta do jara se zimní přestávkou. Účastní se jí 12 týmů, každý s každým hraje jednou na domácím hřišti a jednou na hřišti soupeře. Hraje se tak 22 ligových kol. Následuje nadstavbová část, ve které se tabulka rozdělí na dvě skupiny po šesti týmech, skupina o vítězství a část o udržení. Body ze základní části zůstávají. V těchto skupinách hraje opět každý s každým dvakrát, jednou na domácím hřišti a jednou na hřišti soupeře, celkem hraje každý tým 32 zápasů (22+10).

### Postupy a sestupy
Vítěz skupiny o vítězství je prohlášem mistrem ligy a v následující sezóně získává právo startu v Lize mistrů, obvykle v předkolech. Druhý a třetí tým skupiny o vítězství v následující sezóně hrají v Evropské konferenční lize, také obvykle v předkolech.
Předkolo Evropské konferenční ligy hraje i vítěz Slovnaft Cupu, ale pokud se tento tým umístí v první trojici skupiny o vítězství, je vyhlášeno playoff o místo v evropských pohárech. Toto playoff se hraje na semifinále a finále, obojí na jeden zápas. Do semifinále nastoupí 4. tým skupiny o vítězství proti vítězi skupiny o udržení a 5. tým skupiny o vítězství proti 6. týmu skupiny o vítězství.
Pátý tým skupiny o udržení hraje baráž o udržení proti 2. týmu MONACObet ligy. Šestý tým skupiny o udržení sestupuje přímo do DMONACObet ligy a do další sezóny místo něj postupuje vítěz MONACObet ligy.

## Vítězové podle klubů
| Vítězové nejvyšší ligové soutěže |        | |
| Klub                             | Tituly | Vítězné ročníky |
| ŠK Slovan Bratislava             | 15     | 1993/94, 1994/95, 1995/96, 1998/99, 2008/09, 2010/11, 2012/13, 2013/14, 2018/19, 2019/20, 2020/21, 2021/22, 2022/23, 2023/24, 2024/25 |
| MŠK Žilina                       | 7      | 2001/02, 2002/03, 2003/04, 2006/07, 2009/10, 2011/12, 2016/17                                                                         |
| 1. FC Košice                     | 2      | 1996/97, 1997/98 |
| FK Inter Bratislava              | 2      | 1999/00, 2000/01 |
| FC Artmedia Bratislava           | 2      | 2004/05, 2007/08 |
| AS Trenčín                       | 2      | 2014/15, 2015/16 |
| MFK Ružomberok                   | 1      | 2005/06 |
| FC Spartak Trnava                | 1      | 2017/18 |

## Seznam vítězů
| Sezóna  | Mistr                      | Vicemistr                   | Třetí místo                 |
| ------- | -------------------------- | --------------------------- | --------------------------- |
| 1993/94 | ŠK Slovan Bratislava (1)   | FK Inter Bratislava         | DAC Dunajská Streda         |
| 1994/95 | ŠK Slovan Bratislava (2)   | 1. FC Košice                | FK Dukla Banská Bystrica    |
| 1995/96 | ŠK Slovan Bratislava (3)   | 1. FC Košice                | FC Spartak Trnava           |
| 1996/97 | 1. FC Košice (1)           | FC Spartak Trnava           | ŠK Slovan Bratislava        |
| 1997/98 | 1. FC Košice (2)           | FC Spartak Trnava           | FK Inter Bratislava         |
| 1998/99 | ŠK Slovan Bratislava (4)   | FK Inter Bratislava         | FC Spartak Trnava           |
| 1999/00 | FK Inter Bratislava (1)    | 1. FC Košice                | ŠK Slovan Bratislava        |
| 2000/01 | FK Inter Bratislava (2)    | ŠK Slovan Bratislava        | MFK Ružomberok              |
| 2001/02 | MŠK Žilina (1)             | FC Matador Púchov           | FK Inter Bratislava         |
| 2002/03 | MŠK Žilina (2)             | FC Artmedia Bratislava      | ŠK Slovan Bratislava        |
| 2003/04 | MŠK Žilina (3)             | FK Dukla Banská Bystrica    | MFK Ružomberok              |
| 2004/05 | FC Artmedia Bratislava (1) | MŠK Žilina                  | FK Dukla Banská Bystrica    |
| 2005/06 | MFK Ružomberok (1)         | FC Artmedia Bratislava      | FC Spartak Trnava           |
| 2006/07 | MŠK Žilina (4)             | FC Artmedia Bratislava      | ŠK Slovan Bratislava        |
| 2007/08 | FC Artmedia Petržalka (2)  | MŠK Žilina                  | FC Nitra                    |
| 2008/09 | ŠK Slovan Bratislava (5)   | MŠK Žilina                  | FC Spartak Trnava           |
| 2009/10 | MŠK Žilina (5)             | ŠK Slovan Bratislava        | FK Dukla Banská Bystrica    |
| 2010/11 | ŠK Slovan Bratislava (6)   | FK Senica                   | MŠK Žilina                  |
| 2011/12 | MŠK Žilina (6)             | FC Spartak Trnava           | ŠK Slovan Bratislava        |
| 2012/13 | ŠK Slovan Bratislava (7)   | FK Senica                   | FK AS Trenčín               |
| 2013/14 | ŠK Slovan Bratislava (8)   | FK AS Trenčín               | FC Spartak Trnava           |
| 2014/15 | FK AS Trenčín (1)          | MŠK Žilina                  | ŠK Slovan Bratislava        |
| 2015/16 | FK AS Trenčín (2)          | ŠK Slovan Bratislava        | TJ Spartak Myjava           |
| 2016/17 | MŠK Žilina (7)             | ŠK Slovan Bratislava        | MFK Ružomberok              |
| 2017/18 | FC Spartak Trnava (1)      | ŠK Slovan Bratislava        | FC DAC 1904 Dunajská Streda |
| 2018/19 | ŠK Slovan Bratislava (9)   | FC DAC 1904 Dunajská Streda | MFK Ružomberok              |
| 2019/20 | ŠK Slovan Bratislava (10)  | MŠK Žilina                  | FC DAC 1904 Dunajská Streda |
| 2020/21 | ŠK Slovan Bratislava (11)  | FC DAC 1904 Dunajská Streda | FC Spartak Trnava           |
| 2021/22 | ŠK Slovan Bratislava (12)  | MFK Ružomberok              | FC Spartak Trnava           |
| 2022/23 | ŠK Slovan Bratislava (13)  | FC DAC 1904 Dunajská Streda | FC Spartak Trnava           |
| 2023/24 | ŠK Slovan Bratislava (14)  | FC DAC 1904 Dunajská Streda | FC Spartak Trnava           |
| 2024/25 | ŠK Slovan Bratislava (15)  | MŠK Žilina                  | FC Spartak Trnava           |

## Nejlepší střelci jednotlivých ročníků
| Sezóna  | Hráč                              | Klub                                           | Branky |
| ------- | --------------------------------- | ---------------------------------------------- | ------ |
| 1993/94 | Pavol Diňa                        | DAC Dunajská Streda                            | 19     |
| 1994/95 | Róbert Semeník                    | Dukla Banská Bystrica                          | 18     |
| 1995/96 | Róbert Semeník                    | 1. FC Košice                                   | 29     |
| 1996/97 | Jozef Kožlej                      | 1. FC Košice                                   | 22     |
| 1997/98 | Ľubomír Luhový                    | FC Spartak Trnava                              | 17     |
| 1998/99 | Martin Fabuš                      | Dukla Trenčín                                  | 19     |
| 1999/00 | Szilárd Németh                    | FK Inter Bratislava                            | 16     |
| 2000/01 | Szilárd Németh                    | FK Inter Bratislava                            | 23     |
| 2001/02 | Marek Mintál                      | MŠK Žilina                                     | 21     |
| 2002/03 | Marek Mintál Martin Fabuš         | MŠK Žilina Laugaricio Trenčín, MŠK Žilina      | 20     |
| 2003/04 | Roland Števko                     | MFK Ružomberok                                 | 17     |
| 2004/05 | Filip Šebo                        | FC Artmedia Petržalka                          | 22     |
| 2005/06 | Róbert Rák Erik Jendrišek         | FC Nitra MFK Ružomberok                        | 21     |
| 2006/07 | Tomáš Oravec                      | FC Artmedia Petržalka                          | 16     |
| 2007/08 | Ján Novák                         | MFK Košice                                     | 17     |
| 2008/09 | Pavol Masaryk                     | ŠK Slovan Bratislava                           | 15     |
| 2009/10 | Róbert Rák                        | FC Nitra                                       | 18     |
| 2010/11 | Filip Šebo                        | Slovan Bratislava                              | 22     |
| 2011/12 | Pavol Masaryk                     | MFK Ružomberok                                 | 18     |
| 2012/13 | David Depetris                    | FK AS Trenčín                                  | 16     |
| 2013/14 | Tomáš Malec                       | FK AS Trenčín                                  | 14     |
| 2014/15 | Jan Kalabiška Matej Jelić         | FK Senica MŠK Žilina                           | 19     |
| 2015/16 | Gino van Kessel                   | FK AS Trenčín                                  | 17     |
| 2016/17 | Filip Hlohovský Seydouba Soumah   | MŠK Žilina ŠK Slovan Bratislava                | 20     |
| 2017/18 | Samuel Mráz                       | MŠK Žilina                                     | 21     |
| 2018/19 | Andraž Šporar                     | ŠK Slovan Bratislava                           | 29     |
| 2019/20 | Andraž Šporar                     | ŠK Slovan Bratislava                           | 12     |
| 2020/21 | Dawid Kurminowski                 | MŠK Žilina                                     | 19     |
| 2021/22 | Jakub Kadák                       | AS Trenčín                                     | 13     |
| 2022/23 | Nikola Krstović                   | FC DAC 1904 Dunajská Streda                    | 18     |
| 2023/24 | Róbert Polievka Tigran Barseghjan | MFK Dukla Banská Bystrica ŠK Slovan Bratislava | 13     |
| 2024/25 | David Strelec Tigran Barseghjan   | ŠK Slovan Bratislava                           | 20     |

## Nejlepší hráč ligy
Anketa Únie ligových klubov (nezaměňovat s jinou anketou slovenského deníku Pravda ve spolupráci se Slovenským fotbalovým svazem v rámci ocenění Fotbalista roku):
| Sezóna  | Hráč            | Klub                 |
| ------- | --------------- | -------------------- |
| 2010/11 | Filip Šebo      | ŠK Slovan Bratislava |
| 2011/12 | Miroslav Karhan | FC Spartak Trnava    |
| 2012/13 | Tomáš Ďubek     | MFK Ružomberok       |
| 2013/14 | Róbert Vittek   | ŠK Slovan Bratislava |

## Objev sezóny ligy
Anketa Únie ligových klubov:
| Sezóna  | Hráč              | Klub                     |
| ------- | ----------------- | ------------------------ |
| 2010/11 | Lukáš Pauschek    | ŠK Slovan Bratislava     |
| 2011/12 | Norbert Gyömbér   | FK Dukla Banská Bystrica |
| 2012/13 | Stanislav Lobotka | FK AS Trenčín            |
| 2013/14 | Martin Chrien     | FK Dukla Banská Bystrica |

## Nejlepší trenér ligy
Anketa Únie ligových klubov:
| Sezóna  | Hráč                         | Klub                            |
| ------- | ---------------------------- | ------------------------------- |
| 2010/11 | Stanislav Griga              | FK Senica                       |
| 2011/12 | Stanislav Griga              | FK Senica                       |
| 2012/13 | Samuel Slovák                | ŠK Slovan Bratislava            |
| 2013/14 | Jozef Valovič Radoslav Látal | ŠK Slovan Bratislava MFK Košice |

## Cena Vladimíra Hriňáka
Cena Vladimíra Hriňáka se v rámci ankety Únie ligových klubov uděluje od roku 2013 nejlepšímu slovenskému rozhodčímu.
| Sezóna  | Vítěz         |
| ------- | ------------- |
| 2012/13 | Roman Slyško  |
| 2013/14 | Richard Trutz |

## 11-ka dvadsaťročia
Vybrána fanoušky v hlasování po sezoně 2013/14 pro období 1993/1994 - 2012/2013:
- brankář: Miroslav König
- obránci: Ladislav Pecko, Dušan Tittel, Stanislav Varga, Vladimír Kinder
- záložníci: Samuel Slovák, Miroslav Karhan, Ján Kozák, Marek Ujlaky
- útočníci: Marek Mintál, Szilárd Németh